# Tomzanonia
Tomzanonia là một chi lan, (Orchidaceae), gồm loài đơn, Tomzanonia filicina (Bộ Quốc phòng Hoa Kỳ) Nir, tìm thấy ở Hispaniola tại Đại Antilles).
Chi được đặt tên cho Dr. Tom Zanoni công tác tại vườn thực vật New York.